# Odice
Odice es un género de lepidópteros de la familia Erebidae.

## Especies
- Odice arcuinna Hübner, 1790
- Odice blandula Rambur, 1858
- Odice jucunda Hübner, [1813]
- Odice pergrata Rambur, 1858
- Odice suava Hübner, [1813]